# Multidesportivo
Integrado no complexo do Estádio José Alvalade o Edifício Multidesportivo é o coração das Modalidades  do Sporting Clube de Portugal desde 04 de Janeiro de 2004, data da sua inauguração.
A primeira competição desportiva oficial no Multidesportivo aconteceu a 15 de Janeiro com o encontro de Ténis de Mesa entre o Sporting B, equipa formada por atletas juniores, e o SC Alenquer, referente ao campeonato regional da 1ª divisão. Em relação às piscinas, a primeira prova oficial aconteceu a 22 de Fevereiro.
Pelo Multidesportivo passam diariamente centenas de Atletas das mais diversas modalidades a fim de treinarem para a alta competição ou apenas fazerem desporto de formação ou manutenção.
Durante a época 2015/16 decorreram obras de remodelação integral do Multidesportivo. Com beneficiação, arranjo e modernização das instalações e controlo de acessos, para conforto dos mais de 4.000 utentes e atletas que diariamente frequentam o Edifício.
Infraestrutura moderna e funcional com quatro pisos, o Multidesportivo é uma das melhores imagens do que é o ecletismo leonino.

## Organização
Piso -1

- Piscinas

Piso 0

- Área administrativa
- Ténis de Mesa - Sala desportiva com bancada de 50 lugares
- Ginásios multifuncionais

Segundo Piso

- Carreira de Tiro
- Ginásios das Modalidades de Combate

Terceiro Piso

- Arena de Andebol, Basquetebol, Futsal e Voleibol - Duas bancadas em Madeira com 150 lugares

## Títulos

### Ténis de Mesa
- 6 Campeonatos Nacionais (M)
- 3 Taças de Portugal (M)
- 5 Supertaças (M)